# Peregrinus (Recht)
Der Peregrinus (lat. „der Fremde“, Substantivierung des Adverbs  per-egre, per „über … hinaus“, egre vom alten Lokativ agri, von ager „Acker“, also: „über den Acker hinaus“, d. h. in der Fremde; Plural peregrini) ist ein römischer Rechtsbegriff  und meint in diesem rechtlichen Sinn den Bürgerschaftsfremden, den Freien, der nicht das römische Bürgerrecht besaß und damit nicht römischer Bürger war.  

## Geschichte
Perigrini waren bis ins 2. Jahrhundert v. Chr. der Römischen Republik grundsätzlich schutz- und rechtlos, es sei denn, sie erfuhren aufgrund privater Gastfreundschaft ein hospitium privatum, das sie unter den Schutz des Iuppiter hospitalis (Jupiter als Beschützer des Gastrechts) stellte. Ein anderer Weg war die applicatio ad patronum, der Anschluss an einen Patron, wodurch der Peregrinus dessen Klient wurde. Rechtlichen Schutz erfuhr er auch dann, wenn sein Heimatstaat mit Rom einen entsprechenden gegenseitigen Vertrag abschloss. Nach dem Ende des Bundesgenossenkrieges breitete sich das Bürgerrecht auf ganz Italien aus, so dass peregrinus ab 88 v. Chr. den Angehörigen eines zum römischen Machtbereich gehörenden außeritalischen Volkes bezeichnete, der kein Bürgerrecht innehatte. Im Lauf der römischen Kaiserzeit erhielten immer mehr Personen und Personengruppen das römische Bürgerrecht, bis Caracalla es 212 mit der Constitutio Antoniniana fast allen freien Reichsbewohnern verlieh. In der Folgezeit verlor es seine Bedeutung als soziales und rechtliches Merkmal der Abgrenzung weitgehend.

## Rechtsgrundlagen
Das ius gentium (Fremdenrecht) regelte das Verhältnis der peregrini untereinander und zu den Römern. Ein peregrinus konnte in Rom durch Verleihung das connubium (Eherecht), das commercium (Handelsrecht) und die mancipatio (Kaufrecht) erhalten. Für die peregrini zuständig waren bei Streitigkeiten und Prozessen die Rekuperatoren (Ersatzrichter) und ab dem 2. Jahrhundert v. Chr. der praetor peregrinus (Fremdenprätor). 
Das Nebeneinander der Rechtsschichten von ius civile, ius honorarium und ius gentium im römischen Recht wurde Ende des dritten Jahrhunderts durch Diokletians Rechtsetzung praktisch überwunden.